# Michael Relph
Michael Relph (* 16. Februar 1915 in Broadstone, Dorset; † 30. September 2004 in Selsey, West Sussex) war ein britischer Filmproduzent, Drehbuchautor und Filmregisseur.

## Leben
Michael Relph, Sohn des Schauspielers George Relph (1888–1960), arbeitete ab 1932 als Assistent des Filmarchitekten am Entwurf der Kulissen für mehrere Kinofilme mit. Nach Ende des Zweiten Weltkriegs wurde Relph Produktionsleiter und entwickelte über viele Jahre eine enge Zusammenarbeit mit dem Regisseur Basil Dearden, in dessen sämtlichen Filmen er für die Produktion verantwortlich war. Daneben arbeitete Relph in einigen Fällen am Drehbuch mit und übernahm auch Regiearbeiten, wobei dann Dearden als Produzent fungierte. Nach dem Tod Deardens zog sich Relph für einige Jahre aus der aktiven Produzentenrolle zurück und vertrat die Filmwirtschaft in berufsständischen Organisationen, bevor er ab Ende der 1970er-Jahre nochmals für einige Filme die Funktion des Produzenten einnahm.

## Filmografie (Auswahl)

### Produzent
- 1952: I Believe in You
- 1952: Die Bombe im U-Bahnschacht (The Gentle Gunman)
- 1953: Jim, der letzte Sieger (The Square Ring)
- 1954: Kleiner Jockey ganz groß (The Rainbow Jacket)
- 1955: Out of the Clouds
- 1955: The Ship That Died of Shame
- 1956: Who Done It?
- 1957: Die kleinste Schau der Welt (The Smallest Show on Earth)
- 1958: Kinder der Straße (Violent Playground)
- 1959: Das Mädchen Saphir (Sapphire)
- 1960: Die Herren Einbrecher geben sich die Ehre (The League of Gentlemen)
- 1960: Man in the Moon
- 1961: Der unheimliche Komplice (The Secret Partner)
- 1961: Der Teufelskreis (Victim)
- 1962: Die heiße Nacht (All Night Long)
- 1962: Brennende Schuld (Life for Ruth)
- 1963: Fesseln der Seele (The Mind Benders)
- 1963: A Place to Go
- 1964: Die Strohpuppe (Woman of Straw)
- 1965: Agenten lassen bitten (Masquerade)
- 1969: Mörder GmbH (The Assassination Bureau)
- 1970: Ein Mann jagt sich selbst (The Man Who Haunted Himself)
- 1982: An Unsuitable Job for a Woman
- 1986: Ist dieser Mann nicht himmlisch? (Heavenly Pursuits)

### Drehbuchautor
- 1952: I Believe in You
- 1955: Out of the Clouds
- 1955: The Ship That Died of Shame
- 1960: Man in the Moon
- 1963: A Place to Go
- 1965: Agenten lassen bitten (Masquerade)
- 1969: Mörder GmbH (The Assassination Bureau)
- 1970: Ein Mann jagt sich selbst (The Man Who Haunted Himself)

### Regisseur
- 1952: I Believe in You
- 1957: Davy
- 1958: Rockets Galore
- 1959: Desert Mice

## Auszeichnungen
Bei der Oscarverleihung 1950 wurde Relph zusammen mit Jim Morahan und William Kellner in der Kategorie Bestes Szenenbild für Königsliebe (Saraband for Dead Lovers) nominiert.